# Аннинское (Кировоградская область)
Аннинское (укр. Ганнинське) — село в Соколовской сельской общине Кропивницкого района Кировоградской области Украины.
Население по переписи 2001 года составляло 265 человек. Почтовый индекс — 27644. Телефонный код — 522. Код КОАТУУ — 3522584203.

## История
В 1789—1794 г.г. Аннинская слобода (Стоговка, Божедановка) принадлежала Елисаветградскому городничему коллежскому асессору Ивану Прокофьевичу Стогову. Селом Аннинская слобода стала в начале 1790-х г.г., когда в имении И. П. Стогова была построена деревянная церковь во имя Рождества Иоанна Предтечи.
В 1795 г. И. П. Стогов был переведён городничим в г. Гайсин Брацлавской губернии и продал село подполковнику Бугского казачьего полка А. П. Орлову. В 1806 году отставной генерал-майор А. П. Орлов (к этому времени уже оставивший должность командира лейб-гвардии Казачьего полка) испрашивал разрешение вместо обветшавшей деревянной построить новую каменную церковь, освящённую в 1810 году.
Около 1811—1812 г. Аннинское было приобретено у А. П. Орлова отставным дивизионным штаб-лекарем Ф. О. Бартолоцци и его зятем генерал-майором А. М. Всеволожским, шефом Елисаветградского гусарского полка, участником Отечественной войны 1812 года. После смерти Феликса Осиповича (1818), а затем и его вдовы Сусанны Михайловны Бартолоцци (1825) имение отошло по разделу их младшему внуку, сыну А. М. Всеволожского Матвею Алексеевичу, отставному подпоручику Кавказского сапёрного батальона и заседателю Бобринецкого уездного суда, который 30 марта 1853 года продал Аннинское за 5000 руб. невестке Анне Михайловне Всеволожской, жене генерал-майора Д. А. Всеволожского, управляющего Кавказскими минеральными водами, в отставке много лет (1857—1871) прожившего в Аннинском и похороненного при Рождества-Предтечевской церкви. Сыновья последнего Алексей и Дмитрий Дмитриевичи владели Аннинским (и соседней деревней Безводная) до начала 1880-х г.г.
21 августа 1870 года в Аннинском родился Владимир Алексеевич Всеволожский, крупный монархист-черносотенец, видный деятель Союза русского народа, секретарь Совета монархических съездов России (1915), 13 апреля 1872 года — его младший брат Всеволод, впоследствии известный меньшевик, член РСДРП с 1898 года, председатель Вятского Совета рабочих и солдатских депутатов (1917), товарищ министра финансов Временного Уральского правительства (1918).
В 1859 году в Аннинском числилось 117 крепостных душ мужского пола (и 115 женщин), 40 дворов, по данным на 1860 год — соответственно 106 крепостных душ и 35 дворов.